# Juan Cáceres
Juan Ignacio Cáceres (* 1. Mai 1984 in Montevideo) ist ein ehemaliger uruguayischer Autorennfahrer.

## Karriere
Cáceres begann seine Motorsportkarriere 1995 im Kartsport, in dem er bis 1998 aktiv war. 1999 gab er in der argentinischen Formel Honda sein Debüt im Formelsport. Nachdem er 2000 in der US-amerikanischen Barber Formel Dodge und 2001 in der argentinischen Formel Honda und der italienischen Formel Renault angetreten war, nahm er 2002 an der argentinischen Formel Renault teil.
2003 wechselte Cáceres erneut nach Europa und wurde Meister der portugiesischen Formel BMW. 2004 ging der Uruguayer in der spanischen Formel-3-Meisterschaft an den Start und wurde 14. in der Meisterschaft. 2005 wechselte er in die italienische Formel 3000 zu GP Racing. Mit einem dritten Platz als bestes Resultat belegte er den fünften Gesamtrang. Außerdem nahm er für Minardi, die mit GP Racing kooperierten, an Formel-1-Testfahrten teil. 2006 nahm er an den ersten sechs Rennwochenenden der Euroseries 3000, der Nachfolgeserie der italienischen Formel 3000 teil. Anschließend wurde er durch Davide Rigon ersetzt. In der Gesamtwertung belegte der Uruguayer mit zwei zweiten Plätzen den siebten Platz. Nach dem Ende seines Engagements nahm er für Dale Coyne Racing an einem Champ-Car-Rennen teil.
2007 fand Cáceres kein Cockpit in einer Formelserie und nahm an vier Rennen der TC 2000, einer argentinischen Tourenwagenserie, teil. 2008 bestritt er die komplette Saison in der TC 2000 und wurde 18. in der Gesamtwertung. Ein Jahr später startete er nur bei einem Rennen der TC 2000. 2010 nahm er an vier Rennen der argentinischen Top Race V6 teil.

## Statistik

### Karrierestationen
| - 1995–1998: Kartsport - 1999: Argentinische Formel Honda - 2000: US-amerikanische Barber Formel Dodge - 2001: Argentinische Formel Honda - 2001: Italienische Formel Renault - 2002: Italienische Formel Renault | - 2003: Portugiesische Formel BMW (Meister) - 2004: Spanische Formel 3 (Platz 14) - 2005: Italienische Formel 3000 (Platz 5) - 2005: Formel 1 (Testfahrer) - 2006: Euroseries 3000 (Platz 7) - 2006: Champ Car (Platz 25) | - 2007: TC 2000 - 2008: TC 2000 (Platz 18) - 2009: TC 2000 - 2010: Argentinische Top Race V6 (Platz 37) |